# Pandémie de Covid-19 en Norvège
La pandémie de Covid-19 en Norvège se propage à partir du 26 février 2020 lorsque l'Institut norvégien de la santé publique (en) annonce qu'un patient est positif au SARS-CoV-2 après son retour de Chine la semaine précédente. À la date du 17 septembre 2022, le bilan est de 4 038 morts.

## Chronologie
À la suite de la détection du premier cas à Tromsø, il est soumis à l'isolement volontaire à son domicile le 26 février 2020, l'Institut norvégien de la santé publique annonce que trois autres personnes sont confirmées positives pour le SARS-CoV-2 : deux d'entre elles vivent à Oslo et sont liées à la pandémie de Covid-19 en Italie, l'autre vit à Bærum et est lié à la pandémie de Covid-19 en Iran. 
La Norvège se trouve depuis le 10 mars 2020 dans la phase 2 de l'épidémie : l'infection se propage localement. Les autorités norvégiennes prennent la décision le 12 mars 2020 que tous les voyageurs venant de l'étranger — à l'exception des autres pays nordiques — doivent respecter une mise en quarantaine de 14 jours, indépendamment de la présence de symptômes ou non.
En mars 2020, la Norvège est l'un des pays à la plus importante capacité de tests de sa population.
Le 1er mars, 19 cas au total sont confirmés et le directeur de l'hôpital Ullevål d'Oslo, signale que plus de 100 personnes sont potentiellement en contact avec un membre du personnel infecté. Le nombre de cas est évalué à 56 le 4 mars, tous liés à des foyers connus à l'étranger.
Au 10 mars, le nombre de cas confirmés en Norvège passe à 400, et un nombre croissant de ces cas ne peuvent être retracés pour voyager à l'étranger ou pour toute personne connue infectée, ce qui indique que la transmission communautaire a commencé en Norvège.
Le 12 mars, la Première ministre Erna Solberg annonce qu'une première personne âgée est morte avec un bilan officiel de 810 cas détectés. Le roi Harald V et la reine Sonja, en visite d'État en Jordanie la semaine précédente, sont confinés à leur domicile dans le cadre des nouvelles mesures gouvernementales visant à limiter la propagation du virus. La Direction norvégienne de la santé et l'Institut norvégien de la santé publique recommandent alors d'annuler ou de retarder tous les événements avec plus de 500 participants.
À partir du 26 octobre 2020, le port du masque devient obligatoire dans les lieux publics fermés. Il est recommandé de limiter ses contacts sociaux à dix personnes maximum par semaine. Les bars devront désormais être fermés à 22h. Le gouvernement norvégien recommande de limiter à cinq personnes maximums le nombre de personnes invitées chez soi.
Début décembre 2021, sur 120 convives, tous vaccinés, réunis lors d'une soirée festive à Oslo, plus de la moitié sont ensuite testés positif au Covid-19, sans doute par le variant Omicron. Le gouvernement norvégien annonce à la suite "une série de restrictions sanitaires à Oslo et dans sa région. Le port du masque est désormais obligatoire à Oslo et alentour dans les transports en commun, taxis, centres commerciaux et boutiques où la distanciation est impossible. Le télétravail est aussi devenu la règle là où c'est possible".

## Statistiques

Nombre de cas en Norvège depuis le début de l'épidémie.

Nombre de morts en Norvège depuis le début de l'épidémie.